# Biomass to liquid

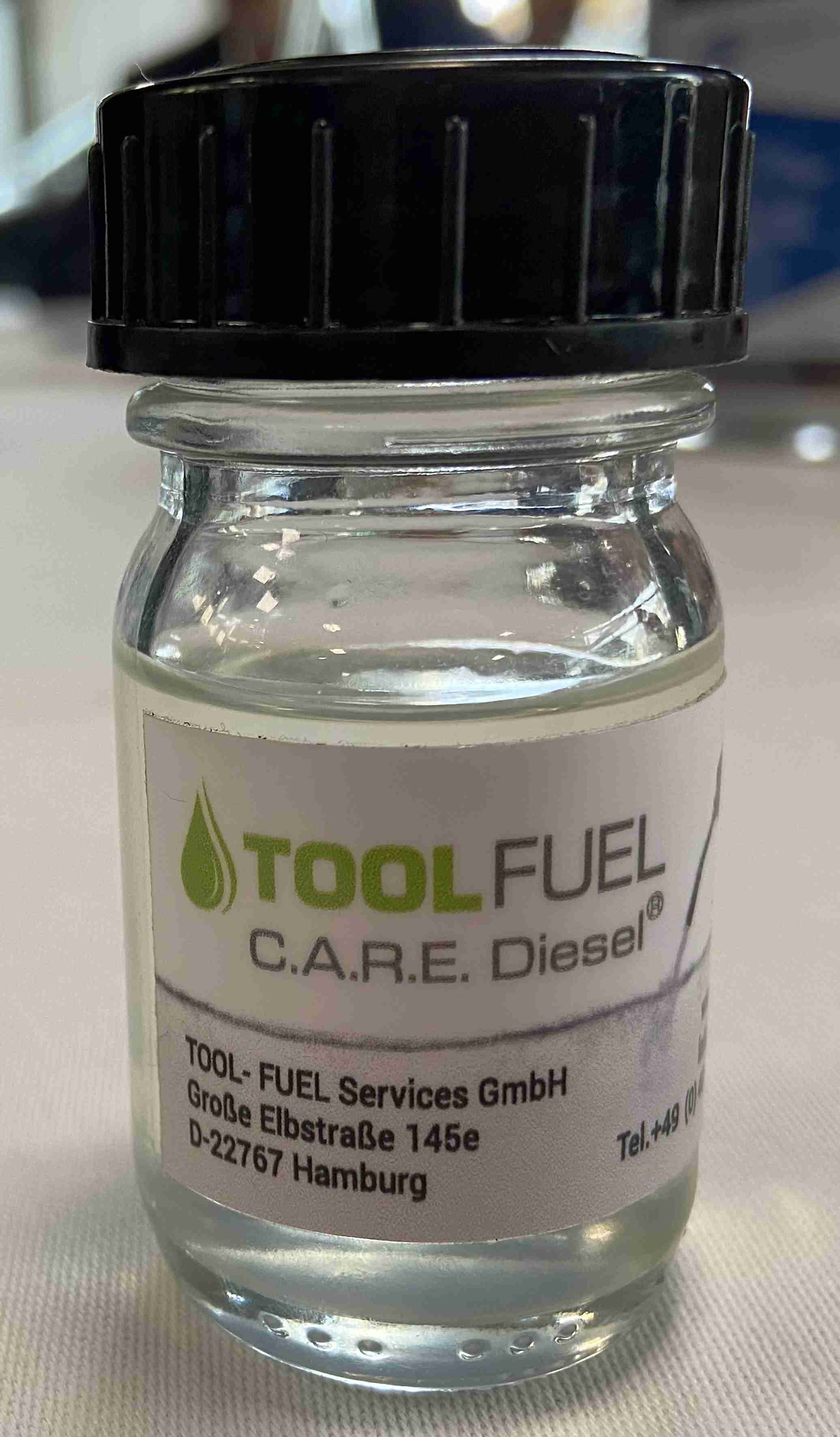
Btl Diesel

Il Biomass to liquid o BTL è una nuova modalità per trasformare la biomassa, costituita da rifiuti organici di qualsiasi natura, in combustibile liquido o biodiesel di seconda generazione.

## Il procedimento
Il sistema adottato si compone di tre fasi:
- Gassificazione a bassa temperatura: nella prima fase il materiale organico sbriciolato ed essiccato (con umidità intorno al 15 - 20%) è scaldato ad una temperatura tra i 400 e i 500 °C e subisce un processo di ossidazione parziale (pirolisi a bassa temperatura): viene così diviso nelle sue componenti molecolari e forma gas contenente catrame (parte volatile) e carbonio solido (parte solida);
- Gassificazione ad alta temperatura: durante la seconda fase del processo, il gas che contiene il catrame è ossidato usando l'aria e/o l'ossigeno in una camera di combustione che funziona sopra il punto di fusione delle ceneri del combustibile. Attorno ai 1400 °C le ceneri fondono e le lunghe catene di idrocarburi sono rotte per formare ossido di carbonio e idrogeno; il risultato è un gas privo di catrame;
- Sintesi di Fischer-Tropsch: nell'ultima fase si sfrutta una reazione chimica catalizzata che consente di combinare il gas di sintesi ottenuto (composto da idrogeno e monossido di carbonio) per ottenere idrocarburi liquidi di varia forma.

## Vantaggi
I vantaggi di questo sistema di produzione di carburante sono notevoli:
- è CO2-neutro ai fini del riscaldamento globale: l'emissione di CO2 generata dalla combustione del biodiesel si inserisce nel ciclo naturale del carbonio: il carbonio prodotto e immesso nell'atmosfera è pari all'anidride carbonica assorbita durante la generazione della biomassa;
- non contiene composti aromatici e zolfo, molto dannosi per la salute;
- ha un alto potere lubrificante e può essere utilizzato come additivo al gasolio normale per ridurre la percentuale di zolfo, mantenendo inalterate la viscosità;
- rispetto al bioetanolo o all'olio vegetale ha una resa per ettaro molto maggiore, in quanto utilizza tutta la massa organica e non solo alcune componenti (olio o zucchero);
- è possibile produrlo da scarti agricoli e organici, residui di sfalcio o potatura, o da specie vegetali (come il miscanto) adatte allo scopo, appositamente coltivate in terreni marginali e di scarso interesse agricolo.